# Zsolt Molnár (Eishockeyspieler)
Zsolt Molnár (* 6. August 1987 in Miercurea Ciuc) ist ein ehemaliger rumänischer Eishockeyspieler, der zuletzt bis 2017 beim ASC Corona 2010 Brașov in der MOL Liga unter Vertrag stand.

## Karriere

### Club
Zsolt Molnár, der der ungarischsprachigen Minderheit der Szekler in Rumänien angehört, begann seine Karriere als Eishockeyspieler beim HC Csíkszereda in seiner Geburtsstadt, für den er in der Rumänischen Eishockeyliga antrat. Mit Gründung der MOL Liga 2008, in der ungarische und rumänische Vereine spielen, trat er mit seinem Klub auch dort an. Mit dem Club aus Miercurea Ciuc wurde er 2009 rumänischer Meister und gewann auch die MOL Liga. Nachdem der Club nach der Saison aus finanziellen Gründen aufgelöst worden war, wechselte der Stürmer zum Lokalkonkurrenten HSC Csíkszereda, dem traditionellen Club der Szekler. Dort konnte er in vier Jahren viermal die rumänische Meisterschaft, 2011 die MOL Liga und zweimal (2010, und 2011) den rumänischen Pokalwettbewerb gewinnen. Trotz dieser Erfolge verließ er 2013 seine Heimatstadt und wechselte zum amtierenden Pokalsieger ASC Corona 2010 Brașov. Auch mit seinem neuen Klub wurde er auf Anhieb rumänischer Meister, in der MOL Liga belegte er mit Brașov den zweiten Platz, nachdem die Endspielserie gegen den HK Nové Zámky aus der Slowakei mit 2:4 verloren gegangen war. Dabei war er gemeinsam mit fünf anderen Spielern zweitbester Scorer der MOL Liga hinter seinem Landsmann Levente Zsók. 2015 gelang ihm mit Brașov der Pokalsieg und 2017 eine weitere Meisterschaft. Anschließend beendete er seine aktive Karriere.

### International
Molnár spielt international im Gegensatz zu anderen Szeklern, die für Ungarn antreten, für sein Geburtsland Rumänien. Bereits im Juniorenbereich war er bei Weltmeisterschaften aktiv. Dabei gelang ihm mit der U-18-Auswahl der Rumänen bei der Weltmeisterschaft 2003 der Aufstieg von der Division II in die Division I, in der er dann 2004 spielte. Mit rumänischen U20 nahm er an den Weltmeisterschaften 2004, 2006 und 2007 in der Division II teil.
Sein Debüt in der Herren-Nationalmannschaft gab er im November 2008 beim Qualifikationsturnier für die Olympischen Winterspiele 2010 in Vancouver, als die Rumänen beim Turnier in Sanok chancenlos Gruppenletzter wurden. Auch für die Weltmeisterschaft 2009 wurde er nominiert, aber auch hier war seine Mannschaft überfordert und stieg nach fünf klaren Niederlagen aus der Division I ab. Bei den Titelkämpfen 2010 und 2011 stand Molnár dann in der Division II auf dem Eis. Nachdem beim Turnier 2011 der Wiederaufstieg gelungen war, trat er 2012 und 2013 mit Rumänien in der Division I der WM an.
Zudem spielte er für Rumänien bei den Qualifikationen im November 2012 für die Olympischen Winterspiele 2014 in Sotschi und im Februar 2016 für die Spiele 2018 in Pyeongchang.

## Erfolge
- 2003 Aufstieg in die Division I bei der Weltmeisterschaft, Division II, Gruppe B
- 2009 Rumänischer Meister mit dem HC Csíkszereda
- 2009 Sieger der MOL Liga mit dem HC Csíkszereda
- 2010 Rumänischer Meister mit dem HSC Csíkszereda
- 2010 Rumänischer Pokalsieger mit dem HSC Csíkszereda
- 2011 Rumänischer Meister mit dem HSC Csíkszereda
- 2011 Rumänischer Pokalsieger mit dem HSC Csíkszereda
- 2011 Sieger der MOL Liga mit dem HSC Csíkszereda
- 2011 Aufstieg in die Division I bei der Weltmeisterschaft der Division II, Gruppe B
- 2012 Rumänischer Meister mit dem HSC Csíkszereda
- 2013 Rumänischer Meister mit dem HSC Csíkszereda
- 2014 Rumänischer Meister mit dem ASC Corona 2010 Brașov
- 2015 Rumänischer Pokalsieger mit dem ASC Corona 2010 Brașov
- 2017 Rumänischer Meister mit dem ASC Corona 2010 Brașov

## MOL-Liga-Statistik
(Stand: Ende der Saison 2016/17)